# Чольти
Чольти (Ch'oltiʔ)— мёртвый индейский язык, был распространён на востоке современной Гватемалы. Относится к чольской группе майяской языковой семьи. Наиболее близкородственные живые языки: чонтальский, а в особенности — язык чорти.
Известен благодаря единственной рукописи, написанной между 1685 и 1695 годами и впервые изучаемой Даниэлем Харрисоном Бринтоном. Особый интерес к чольти вызывает изучение майяских иероглифов. Предполагается, что многие древние тексты были написаны именно на архаичной классической форме чольти, используя майяскую письменность. Предполагается также, что данный диалект был довольно престижным на значительной территории в классический период.